# George Clifford (botaniste)
Pour les articles homonymes, voir George Clifford et Clifford.
George Clifford (1685-1760), avocat et banquier hollandais, s'est fait un nom en tant que botaniste.

## Biographie
George Clifford est le fils de George Clifford (1657-1727) (nl) et d'Anna Maria van Schuylenburch. La famille Clifford est originaire de Stow en Angleterre et est arrivée à Amsterdam vers 1640.
George Clifford III étudie le droit à l'université de Leyde de 1703 à 1706. En 1707, il épousa Johanna Bouwens, fille du marchand de canons Jan Bouwens et de Catharina Pels. Le couple a cinq enfants (dont Jan et Pieter Clifford). La famille vit dans le Gouden Bocht (en), Herengracht 472, et à partir de 1743 dans l'immeuble avec deux cabanes à Keizersgracht 573/575, l'une des plus grandes maisons jamais construites sur le canal. 
En 1751, Clifford devient commissaire au Jardin botanique. 
En 1758, il prend la tête de la maison de commerce Deutz, fondée par Willem Gideon Deutz (nl). Avec cela, il est également devenu le facteur impérial du mercure. Il devient négociant-banquier dans la maison George Clifford et fils, dont il est actionnaire.
Il avait réuni dans sa terre d'Hartecamp la plus belle collection de fleurs qui exista de son temps ; il en confia la direction à Carl von Linné (1707-1778), dont il fut le constant protecteur. Linné décrivit sa collection sous le nom de Hortus Cliffortianus et donna son nom à un genre botanique.